# Svarttotjärnen
Svarttotjärnen är en sjö i Nordmalings kommun i Ångermanland och ingår i Hörnåns huvudavrinningsområde.